# I prövningens stund
Pour plus de détails, voir Fiche technique et Distribution.
I prövningens stund est un film suédois réalisé par Victor Sjöström, sorti en 1915.

## Fiche technique
- Titre : I prövningens stund
- Réalisation : Victor Sjöström
- Scénario : Fritz Magnussen (en)
- Photographie : Henrik Jaenzon
- Pays de production: Suède
- Format : Noir et blanc - 1,33:1 - Film muet
- Genre : drame
- Durée : 41 minutes
- Date de sortie : 1915

## Distribution
- Victor Sjöström : Sven Nilsson
- Richard Lund : Hogardt
- Greta Pfeil : Mme Nilsson
- Kotti Chave (en) : le fils de Hogardt